# Lophopyxis
Lophopyxis — род цветковых растений, единственный представитель семейства Lophopyxidaceae порядка мальпигиецветные. Включает единственный вид Lophopyxis maingayi.

## Ботаническое описание
Представители — лианы с цепкими стеблями.

## Ареал
Обитают на Зондских островах.